# Gabriel Gustafsson Oxenstierna
Gabriel Gustafsson Oxenstierna af Eka och Lindö, född 15 juni 1587 i Reval, död 27 november 1640 på Tyresö slott, var en svensk friherre och riksdrots. Han var son till riksrådet Gustaf Gabrielsson Oxenstierna (1551–1597) och hans hustru Barbro (1556–1624) samt var yngre bror till rikskanslern Axel Oxenstierna (1583–1654).

## Biografi
Gabriel Gustafsson Oxenstierna trädde i Karl IX:s tjänst år 1604 efter studier vid Uppsala universitet, Rostocks universitet, Wittenbergs universitet och Jena universitet. Från 1612 till 1618 var han hertig Johans råd, tillika kansler. Redan före dennes död (1618) utnämndes Oxenstierna till riksråd och hovmarskalk (1617). Åren 1618–1624 var Oxenstierna ståthållare över Stockholm samt över Uppsala slott och Uppsala slottslän. Han sändes på beskickningar till Danmark 1622 och 1625, det senare året även till Lübeck, Hamburg, Nederländerna samt England. På 1620-talet lät han uppföra ett säteri som sedermera kom att bli känt som Margretelunds slott i Österåkers kommun, uppkallat efter hans andra fru, Margareta Bielke. Han påbörjade även Farsta slott på Värmdö och Sätuna slott i Uppland under sina sista levnadsår, byggen som sonen Gustav Gabrielsson och Brita De la Gardie skulle komma att fullborda. 1636 köpte han Erik Larsson von der Lindes nya stenhus vid Västerlånggatan i Stockholm, nu Murmestare Embetets stamhus, där han senare avled. Troligen var det han som lät bygga det ännu välbevarade burspråket i vasarenässans mot Kornhamnstorg.
Oxenstierna är emellertid mest känd byggherre för Tyresö slott, som byggdes öster om moderns medeltida sätesgård belägen vid den nuvarande Prinsvillan. År 1620 påbörjades bygget och slottet stod klart 1633. Oxenstierna lät även 1638–1640 bygga Tyresö kyrka intill slottet. Kyrkan invigde han själv med sin egen begravning i mars 1641, en av de mest påkostade stormansbegravningar som ägt rum i vårt land.
Gabriel Gustafsson Oxenstierna förde ofta brodern Axel Oxenstiernas talan i rådet, sedan han fått upplysningar från Preussen från denne. Han förde förhandlingar om riksstyrelsen efter Gustav II Adolfs död 1632. Den 13 juni 1634 utsågs han till riksdrots och blev därigenom den främste i regeringen. Han var ledande och sammanhållande i regeringen och hade, liksom brodern Axel Oxenstierna, stort tålamod.
På grund av hans förtjänster upphöjdes hans barn och barnbarn 1651 till grevligt stånd med namnet Oxenstierna af Croneborg.

### Familj
Oxenstierna gifte sig första gången 11 augusti 1611 på Sturefors slott med Märta Turesdotter Bielke (1585–1620). Hon var dotter till riksrådet Ture Bielke af Åkerö och grevinnan Margareta Sture (Natt och Dag). De fick tillsammans barnen en dotter (född 1612), Gustaf Oxenstiern af Croneborg (1613–1648), Ture Oxenstiern af Croneborg (1614–1669), Johan Oxenstiern af Croneborg (död 1664), Margareta Oxenstierna, Gabriel Oxenstiern af Croneborg (1618–1647) och en dotter (1620–1620).
Oxenstierna gifte sig andra gången 18 augusti 1622 i Stockholm med friherrinnan Margareta Bielke (död 1629). Hon var dotter till riksrådet Claes Bielke och Elin Fleming. Margareta Bielke var änka efter riksamiralen Axel Ryning.
Oxenstierna gifte sig tredje gången 25 oktober 1631 i Stockholm med friherrinnan Brita De la Gardie (1581–1645), dotter till generalfältherren Pontus De la Gardie och Sofia Johansdotter (Gyllenhielm). Brita De la Gardie var änka efter riksskattmästaren Jesper Matsson Krus. Detta par bodde på Tyresö slott. Han är begravd i Tyresö kyrka i Södermanland.

## Gravmonumentet i Tyresö kyrka
Gabriel Oxenstierna, som sedermera blev riksdrots, förvärvade genom arv Tyresö på 1620-talet. Redan då hade han påbörjat byggandet av en ny anläggning i Tyresö med omnejd. Han lät på egen bekostnad bygga Tyresö kyrka, såsom ovan nämnts, och en ny kyrkogård på mark som han skänkte till socknen. Kyrkobygget sattes igång 1638 och pågick i två år. Patronus Gabriel Oxenstiernas begravning och invigning skedde samtidigt, dessa två förrättningar ägde rum den 9 mars 1641. Både begravningen och invigningen blev synnerligen uppmärksammade, den tog sin början i Storkyrkan i Stockholm med ca 2000 gäster.
Begravningsvapnet, som nu finns i koret i Tyresö kyrka, bars i procession från Stockholm till Tyresö. Ovanför sakristiedörren sitter ett epitafium, som tillägnats riksdrotsen. I nedre delen av epitafiet finns Oxenstiernas porträtt, som anses vara utfört av Cornelius Arendtz och sattes in 1641. Annars är epitafiet en altartavla, som var svenskt krigsbyte på 1620-talet, altartavlan är möjligen från Frauenburg i Polen. Den stora målningen föreställer Kristi förklaring. Den är en kopia efter den italienske renässanskonstnären  Rafael.
I kyrkan återfinns Oxenstiernas stora gravmonument, ett så kallat tumbaepitafium. Det är troligen utfört i Hamburg hos bildhuggaren Heinrich Wilhelm under början av 1600-talet. På tumbans lock vilar Gabriel Oxenstierna tillsammans med sin första hustru Märta Agneta Bielke (död 1620). Båda är iförda högtidskläder. Nedanför syns alliansvapnet. Kolonnerna, som bär upp valvet, kröns med Oxenstiernas och De la Gardies vapen på kapitälen. Minnestavlans inskrift inramas av de dödas vapen och vaktas av Styrkan och Rättvisan med ett svärdfäste, och tidigare även med en våg.

## Bilder på gravmonument och epitafium i Tyresö kyrka

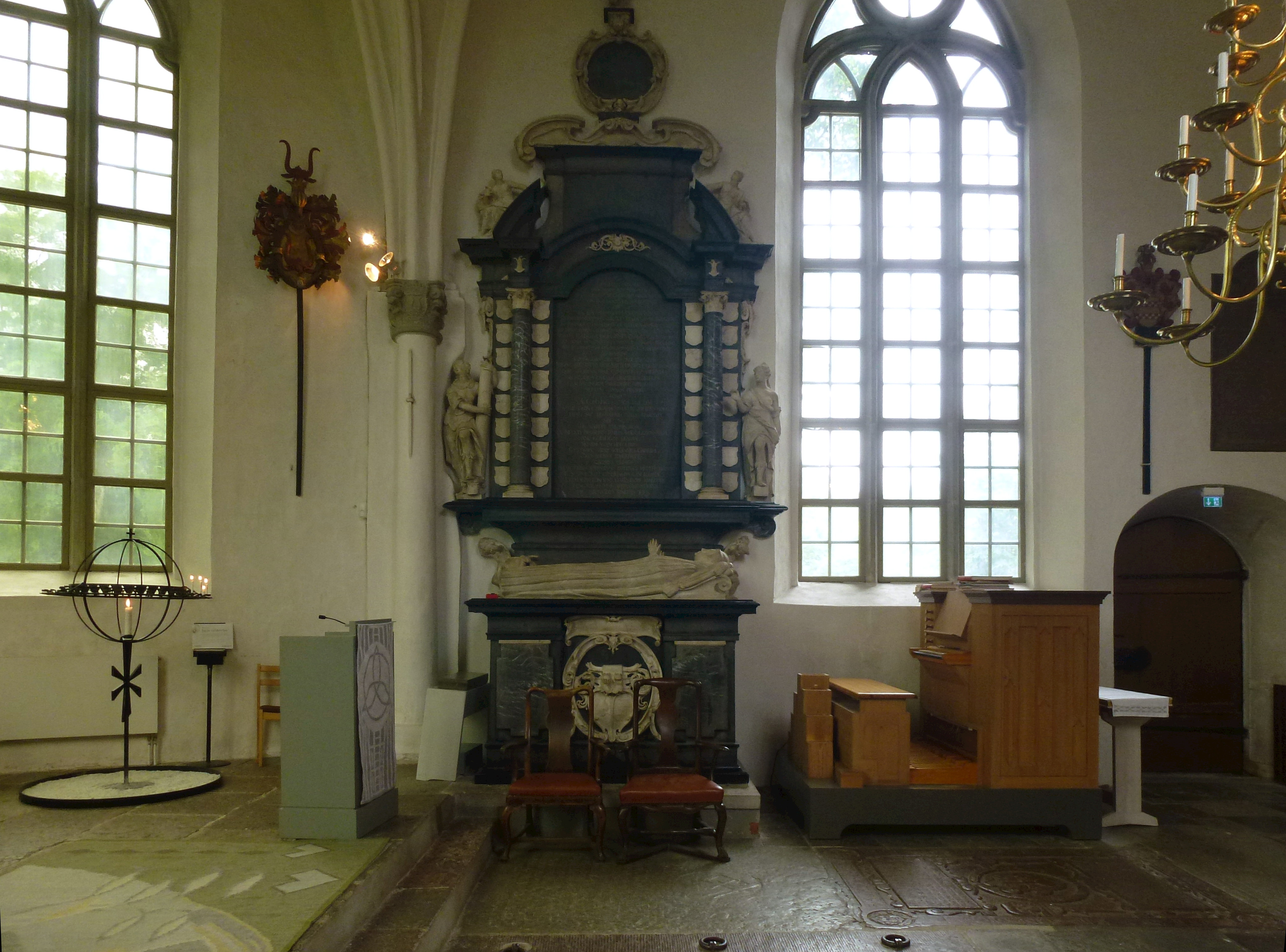
Gabriel Gustafsson Oxenstiernas gravmonument utfördes av Heinrich Wilhelm på 1640-talet.
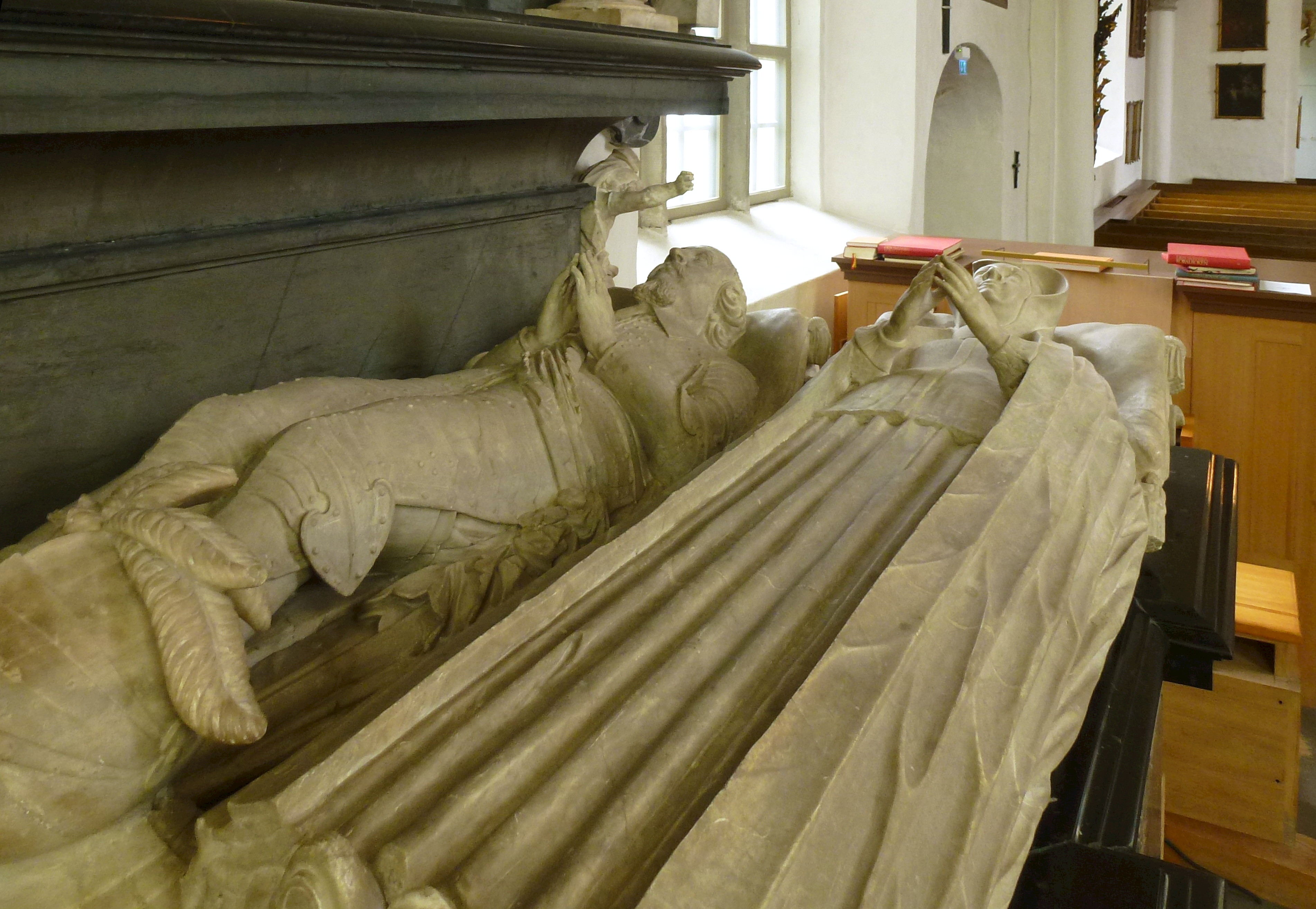
På tumbans lock vilar Gabriel Oxenstierna och hans första hustru Märta Bielke, båda iförda högtidskläder. Gravmonumentet utfördes av Heinrich Wilhelm på 1640-talet.
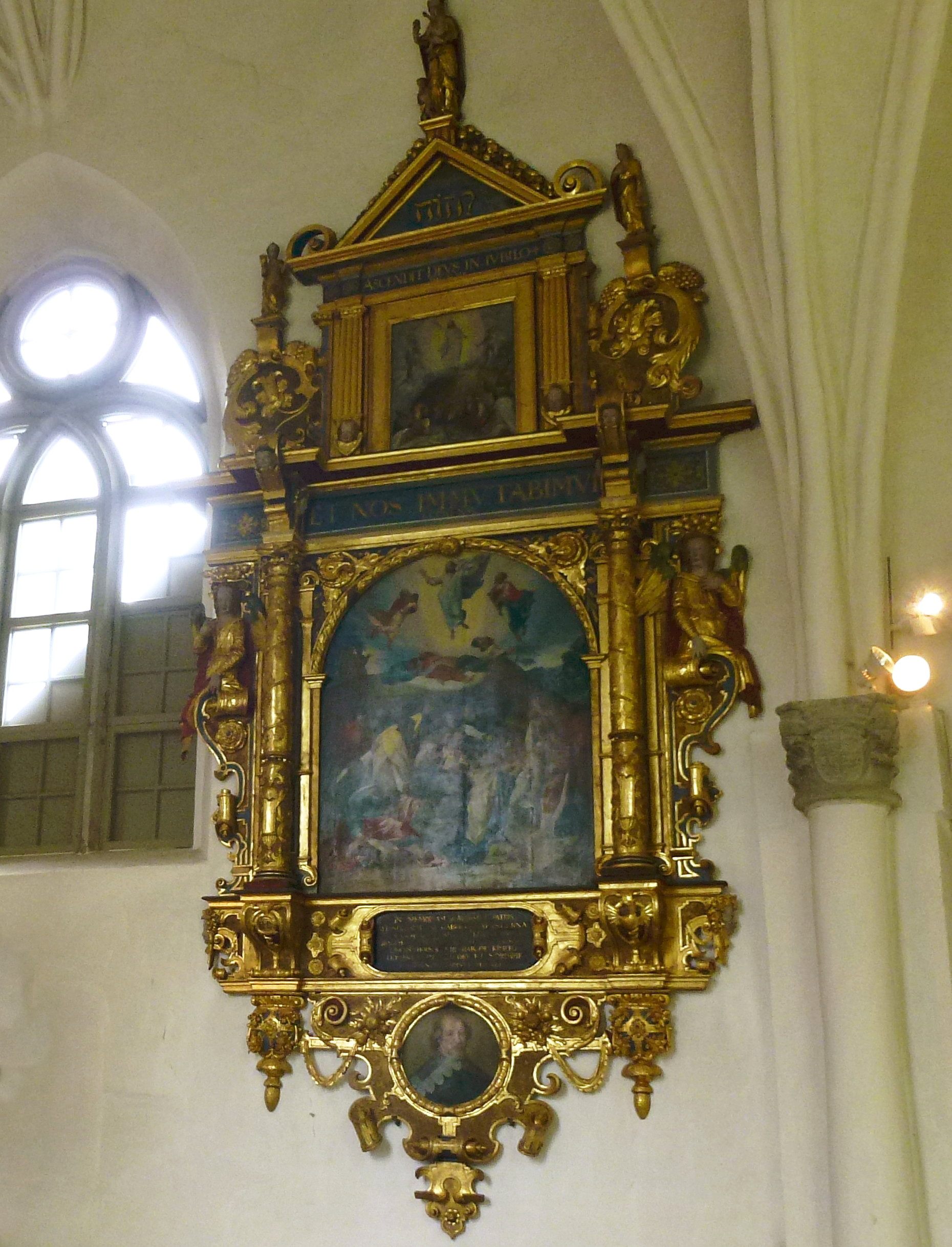
Epitafiet med porträtt av Gabriel Gustafsson Oxenstierna i nedre delen utfört av Cornelius Arendtz[4].